# Saint-Omer
Saint-Omer (fransk udtale: [sɛ̃.t‿omɛʁ] ( lyt); vestflamsk: Sint-Omaars) er en kommune og underpræfektur i Pas-de-Calais departement i Frankrig.
Den ligger 68 km vest-nordvest for Lille på jernbanen til Calais, og er beliggende i provinsen Artois. Byen er opkaldt efter Saint Audomar, som bragte kristendommen til området.
Den kanaliserede del af floden Aa begynder ved Saint-Omer og når Nordsøen ved Gravelines i det nordlige Frankrig. Under dens mure forbinder Aa sig med Neufossé-kanalen, som ender ved floden Lys.

## Historie
Saint-Omer optræder første gang i skrifterne i det 7. århundrede under navnet Sithiu (Sithieu eller Sitdiu) omkring klosteret Saint-Bertin, der blev grundlagt på initiativ af Audomar, (Odemaars eller Omer).
Omer, biskop af Thérouanne, oprettede i det 7. århundrede Saint Bertin-klosteret, hvorfra klosteret Notre-Dame var en udløber. Rivalisering og uenighed opstod snart mellem de to klostre; det varede indtil Den franske revolution, og blev særligt voldsom, da St Omer i 1559 blev et bispedømme og Notre-Dame blev ophøjet til katedral.